# Crosslauf-Afrikameisterschaften
Die Crosslauf-Afrikameisterschaften sind Leichtathletik-Wettkämpfe, die vom afrikanischen Kontinentalverband Confédération Africaine d’Athlétisme (CAA) seit 2012 im Zwei-Jahres-Rhythmus veranstaltet werden. Die ersten Meisterschaften fanden 2011 im südafrikanischen Kapstadt statt. Eine Vorläuferveranstaltung hatte einmalig 1985 in Nairobi stattgefunden. 

## Veranstaltungen
| Nr. | Jahr | Stadt       | Land      | Datum       | Wettbewerbe | Athleten |
| --- | ---- | ----------- | --------- | ----------- | ----------- | -------- |
| 01. | 2011 | Kapstadt    | Südafrika | 6. März     | 4           |          |
| 02. | 2012 | Kapstadt    | Südafrika | 18. März    | 4           | 160      |
| 03. | 2014 | Kampala     | Uganda    | 16. März    | 4           |          |
| 04. | 2016 | Yaoundé     | Kamerun   | 12. März    | 4           | 151      |
| 05. | 2018 | Ech Cheliff | Algerien  | 17. März    | 5           |          |
| 06. | 2024 | Hammamet    | Tunesien  | 25. Februar | 5           | 116      |

## Siegerliste

### Männer und Frauen
| Jahr | Männer                     | Männer    | Frauen                     | Frauen    |
| Jahr | Einzel                     | Team      | Einzel                     | Team      |
| ---- | -------------------------- | --------- | -------------------------- | --------- |
| 2011 | John Nzau Mwangangi (KEN)  | Kenia     | Mercy Cherono (KEN)        | Kenia     |
| 2012 | Clement Langat (KEN)       | Kenia -2- | Joyce Chepkirui (KEN)      | Kenia -2- |
| 2014 | Leonard Barsoton (KEN)     | Kenia -3- | Faith Kipyegon (KEN)       | Kenia -3- |
| 2016 | James Rungaru (KEN)        | Kenia -4- | Alice Aprot Nawowuna (KEN) | Kenia -4- |
| 2018 | Alfred Barkach (KEN)       | Kenia -5- | Celliphine Chespol (KEN)   | Kenia -5- |
| 2024 | Vincent Kibet Langat (KEN) | Kenia -6- | Cintia Chepngeno (KEN)     | Kenia -6- |

### U20
| Jahr | Männer                  | Männer    | Frauen                            | Frauen        |
| Jahr | Einzel                  | Team      | Einzel                            | Team          |
| ---- | ----------------------- | --------- | --------------------------------- | ------------- |
| 2011 | Japhet Korir (KEN)      | Kenia     | Caroline Chepkoech Kipkirui (KEN) | Kenia         |
| 2012 | Muktar Edris (ETH)      | Kenia -2- | Faith Kipyegon (KEN)              | Äthiopien     |
| 2014 | Moses Letoyie (KEN)     | Kenia -3- | Agnes Jebet Tirop (KEN)           | Kenia -2-     |
| 2016 | Isaac Kipsang (KEN)     | Kenia -4- | Miriam Cherop (KEN)               | Kenia -3-     |
| 2018 | Rhonex Kipruto (KEN)    | Kenia -5- | Girmawit Gebrzihair (ETH)         | Kenia -4-     |
| 2024 | Gideon Kipngetich (KEN) | Kenia -6- | Robe Dida (ETH)                   | Äthiopien -2- |

### Mixed-Staffel
| Jahr | Sieger                                                       |
| ---- | ------------------------------------------------------------ |
| 2018 | ÄthiopienTaresa Tolosa Netsanet Desta Mogos Tuemay Besu Sado |
| 2024 | Kenia                                                        |

## Ewiger Medaillenspiegel
Insgesamt wurden bei Crosslauf-Afrikameisterschaften 26 Gold-, 26 Silber- und 26 Bronzemedaillen von Athleten für fünf Länder gewonnen (Stand: nach den Crosslauf-Afrikameisterschaften 2024).
| Platz | Land      | Gold | Silber | Bronze | Total |
| ----- | --------- | ---- | ------ | ------ | ----- |
| 01    | Kenia     | 22   | 19     | 15     | 56    |
| 02    | Äthiopien | 4    | 4      | 6      | 14    |
| 03    | Uganda    | -    | 2      | 1      | 3     |
| 04    | Eritrea   | -    | 1      | 2      | 3     |
| 05    | Marokko   | -    | -      | 2      | 2     |